# Graniger
Graniger is een geslacht van kevers uit de familie van de loopkevers (Carabidae). De wetenschappelijke naam van het geslacht is voor het eerst geldig gepubliceerd in 1864 door Motschulsky.

## Soorten
Het geslacht Graniger omvat de volgende soorten:
- Graniger cordicollis Audinet-Serville, 1821
- Graniger femoralis Coquerel, 1859